# Villino Rudinì
Il villino Rudinì è un edificio di Roma situato su via Quintino Sella, nel rione R. XVII Sallustiano.

## Storia
Fu progettato e costruito tra il 1904 e il 1906 da Ernesto Basile per la famiglia di Antonio Starabba, marchese di Rudinì, due volte Presidente del Consiglio dei ministri del Regno d'Italia nel tardo Ottocento.
L'edificio è oggi sede della cancelleria e della sezione consolare dell'ambasciata del Giappone presso lo Stato italiano.

## Descrizione
L'edificio si presenta come un severo parallelepipedo, arretrato rispetto all'asse viario e sviluppantesi perpendicolarmente a quest'ultimo. È composto da tre piani fuori terra più seminterrato ed attico (quarto piano ribassato). L'accesso all'edificio è possibile attraverso un avancorpo delimitato da tre archi a tutto sesto frontalmente e due lateralmente, che si erge davanti alla facciata principale ed è collegato alla strada da due rampe.
Esternamente, il villino mantiene l'impianto dell'architettura monumentale post-risorgimentale, ispirata alla rivisitazione di un'architettura genericamente classica, ed in particolare rinascimentale; su tale impianto si innesta tuttavia una decorazione ispirata alla modernità, ed in particolare al Liberty.

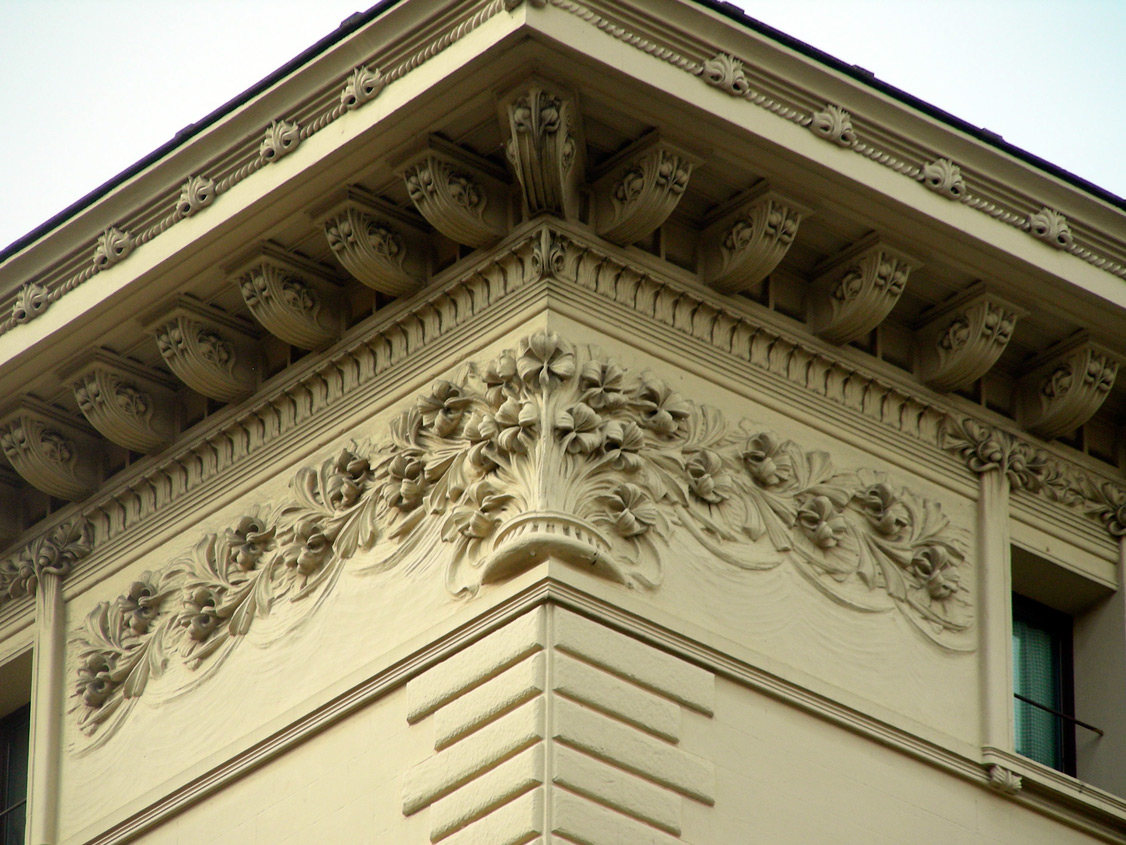
Il fregio dell'attico

Un rivestimento a bugnato avvolge l'edificio fino al primo piano; cornici marcapiano e bugnato delimitano verticalmente ed orizzontalmente i piani superiori. L'influsso del Liberty emerge nel disegno squadrato delle bifore dell'attico e negli elementi decorativi dello stesso, soprattutto nel fregio che si svolge per tutto il perimetro dell'edificio. Anche gli elementi decorativi delle cornici delle finestre, del portico, dell'inferriata e della cancellata esterna, questi ultimi sia metallici che lapidei, rimandano agli stilemi floreali dell'Art Nouveau.
Internamente, i vani si articolano intorno ad un cortile centrale chiuso da un lucernario.
Su disegno di Ernesto Basile, lo scultore palermitano Gaetano Geraci realizzò “le principali parti scultorie ornamentali, mentre le secondarie furono affidate allo stuccatore G. Varnesi di Roma”. Il portico anteriore e le decorazioni della hall furono eseguiti dalla ditta Li Vigni, mentre i lavori in ferro battuto sono opera di Antonio Ronconi.